# Suvo Grlo (Štip)
Suvo Grlo (makedonsky: Суво Грло) je vesnice v Severní Makedonii. Nachází se v opštině Štip ve Východním regionu.

## Demografie
Podle sčítání lidu z roku 2002 žije ve vesnici 13 obyvatel, z nichž se 10 hlásí k makedonské národnosti a 3 k valašské.
| Rok          | 1948 | 1953 | 1961 | 1971 | 1981 | 1991 | 1994 | 2002 |
| ------------ | ---- | ---- | ---- | ---- | ---- | ---- | ---- | ---- |
| Obyvatelstvo | 226  | 242  | 146  | 117  | 58   | 17   | 20   | 13   |